# Schloss Mayerling

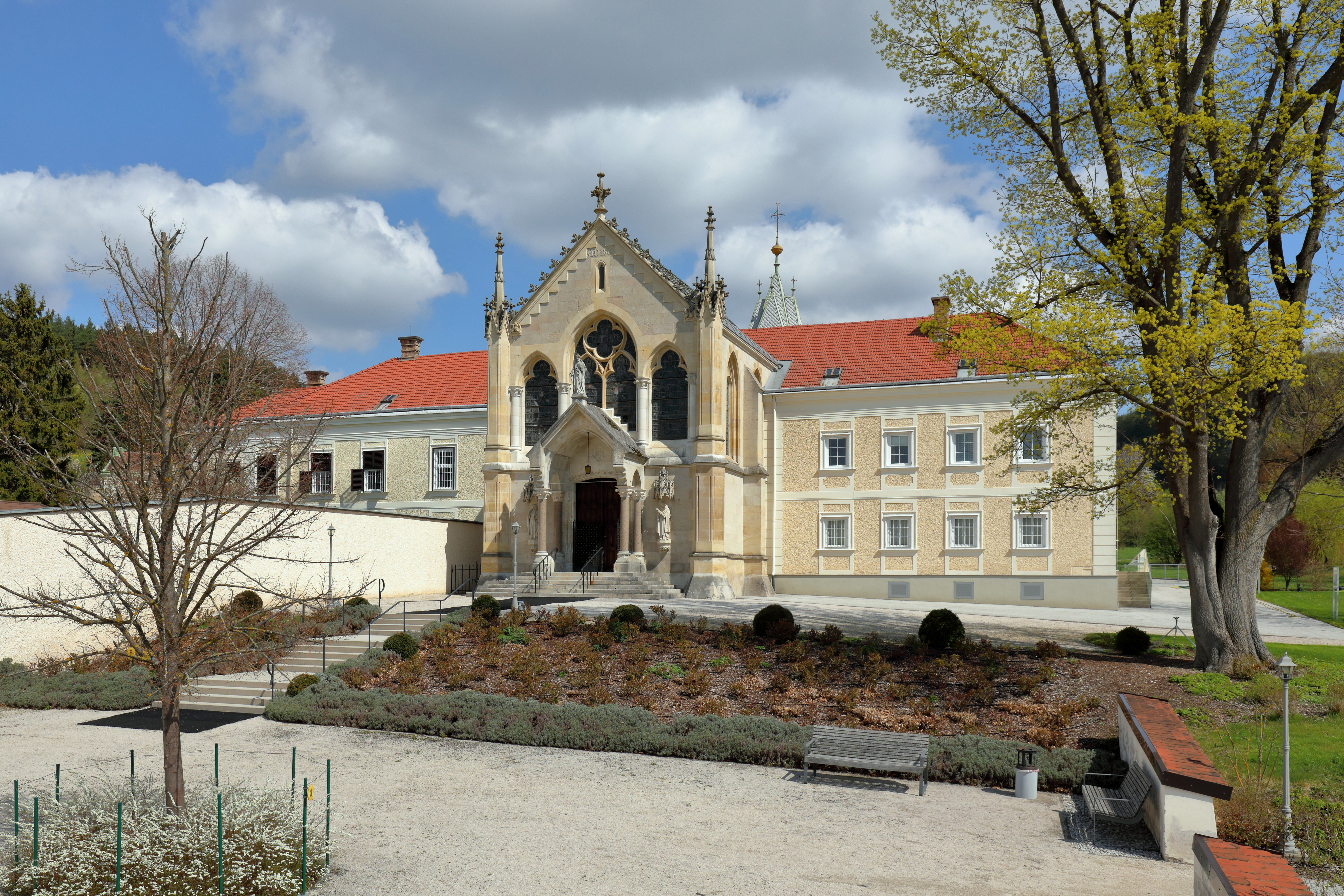
Kirche Unserer Lieben Frau vom Berge Karmel und Karmel St. Josef in Mayerling

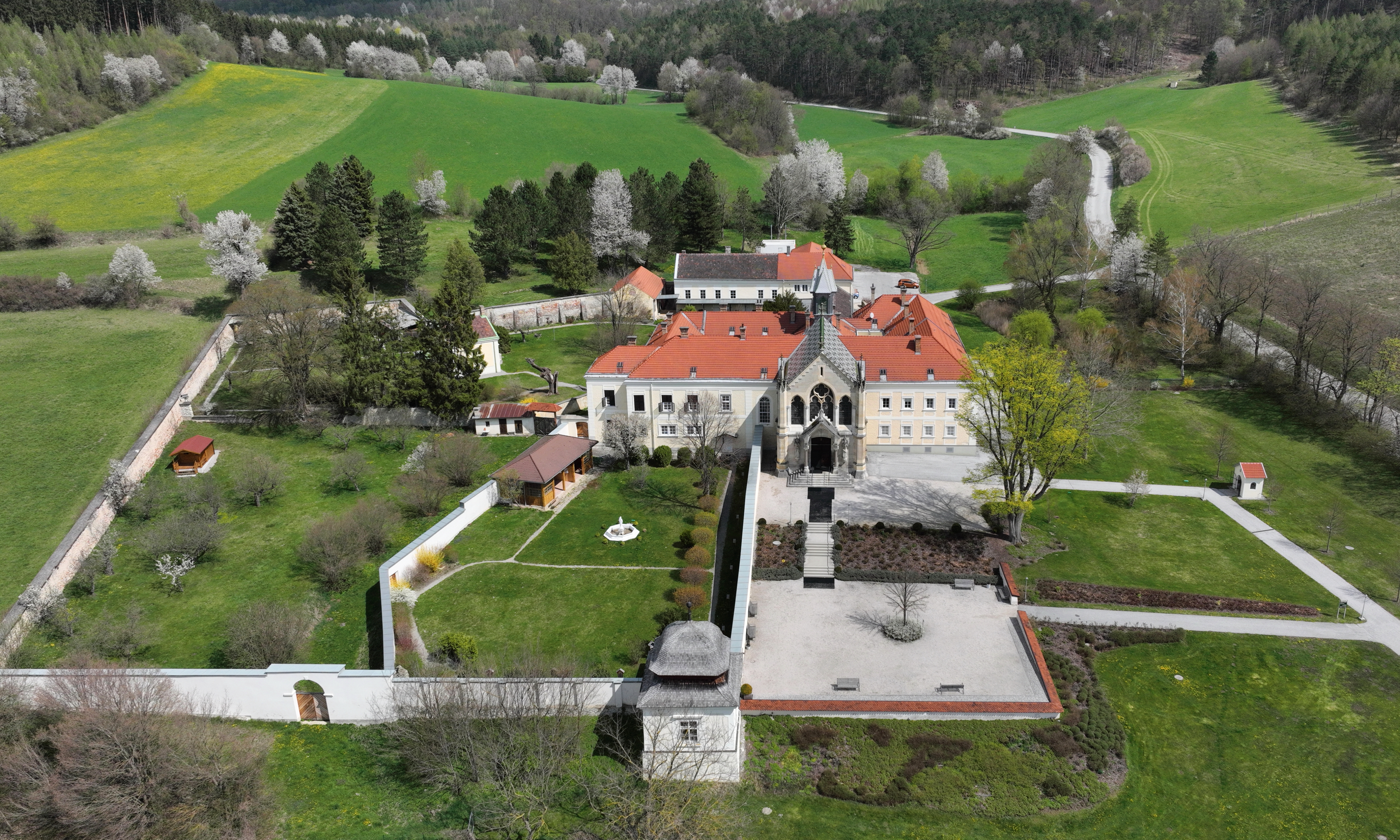
Gesamtanlage

Das Schloss Mayerling war bis 1889 Jagdschloss in Mayerling bei Alland in Niederösterreich, südwestlich von Wien. Heute beherbergt es den Karmel St. Josef der Unbeschuhten Karmelitinnen.

## Jagdschloss des Kronprinzen

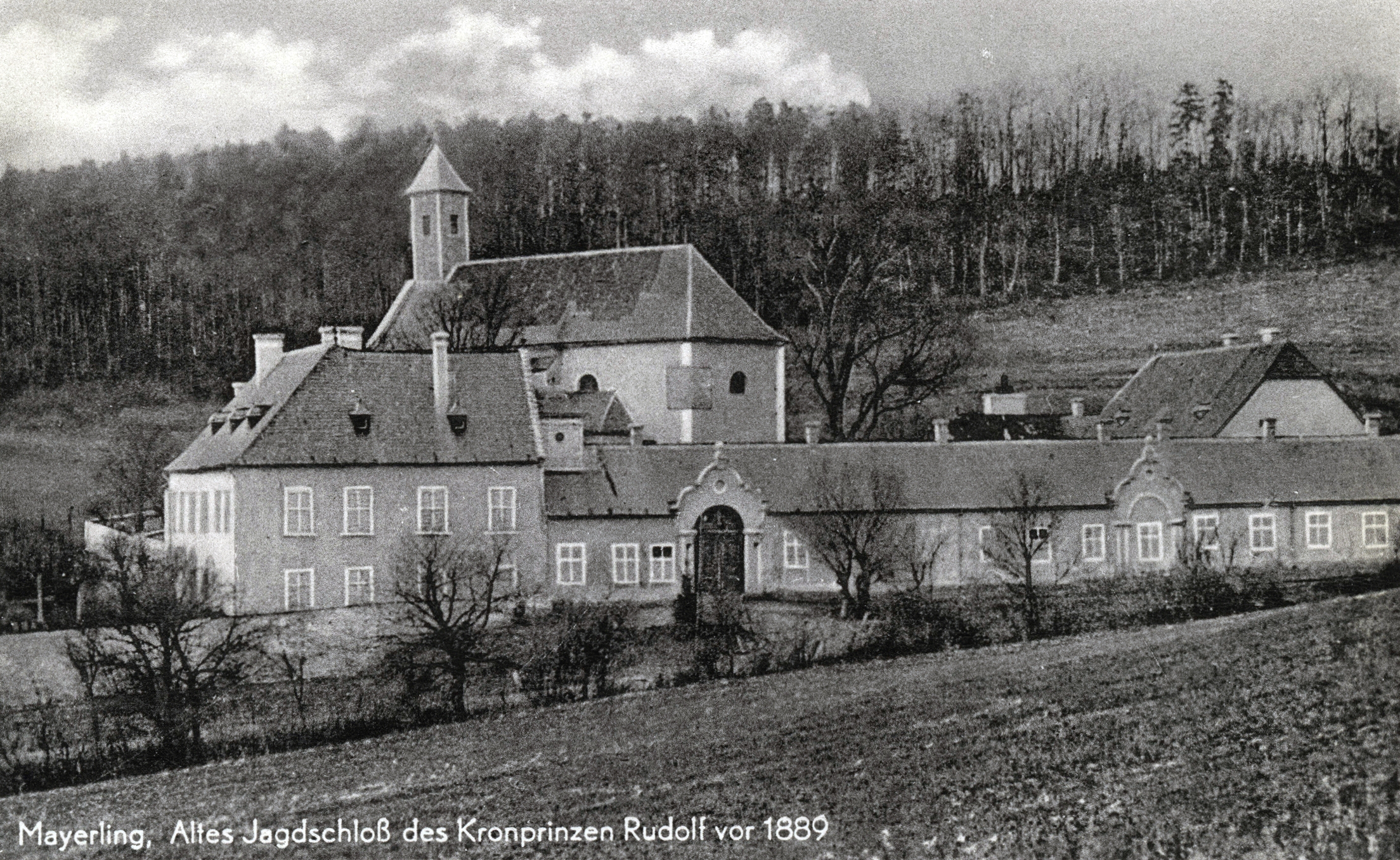
Postkarte mit der Ansicht des Jagdschlosses vor 1889

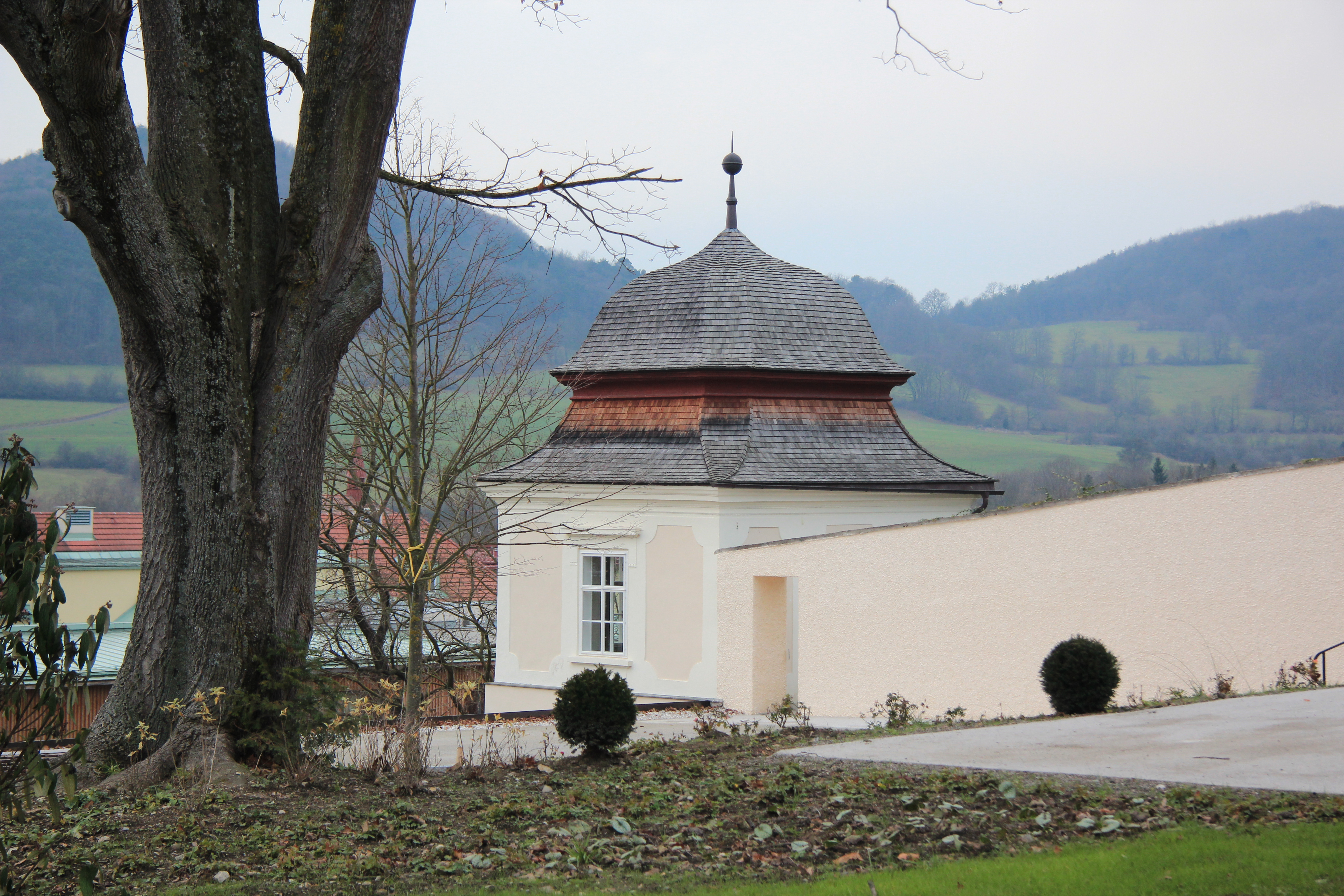
Der Teepavillon

Das seit 1550 im Eigentum des Stifts Heiligenkreuz befindliche Anwesen erwarb Reinhard August Graf zu Leiningen-Westerburg-Altleiningen, der es 1886 an den österreichisch-ungarischen Thronfolger, Kronprinz Rudolf, verkaufte, der es zum Jagdschloss umbaute.
In der Nacht zum 30. Jänner 1889 starb dieser hier gemeinsam mit seiner Geliebten Mary Vetsera. Die näheren Umstände sind bis heute ungeklärt, da der Wiener Hof Schlüsseldokumente vernichtete und Zeitzeugen zum Schweigen verpflichtet hatte. Nach dem aktuellen Stand der Forschung erschoss der unter Depressionen leidende Rudolf zunächst seine Geliebte, die fast 18-jährige Baronesse Vetsera; dann tötete er sich selbst durch einen Kopfschuss.
Entgegen seinem letzten Willen wurde Rudolf nicht gemeinsam mit Mary von Vetsera auf dem Friedhof im benachbarten Alland bestattet, sondern in der Kapuzinergruft in Wien beigesetzt, wo er neben seinen Eltern Franz Joseph I. und Kaiserin Elisabeth ruht. Mary Vetsera wurde in Heiligenkreuz beerdigt.

## Karmel St. Josef

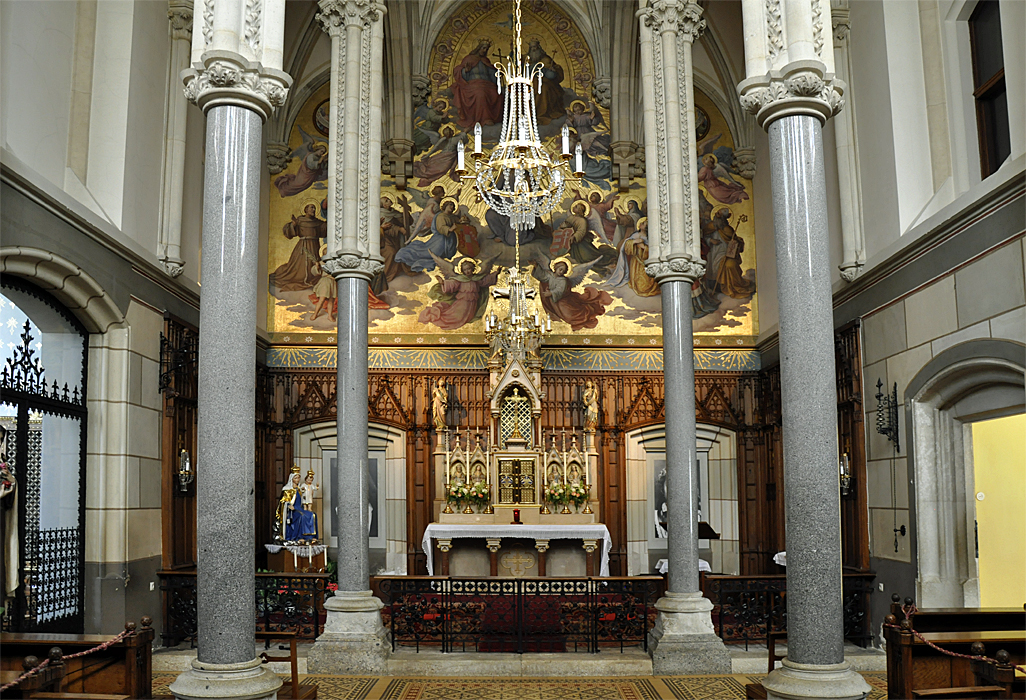
Inneres der Klosterkirche im neogotischen Stil

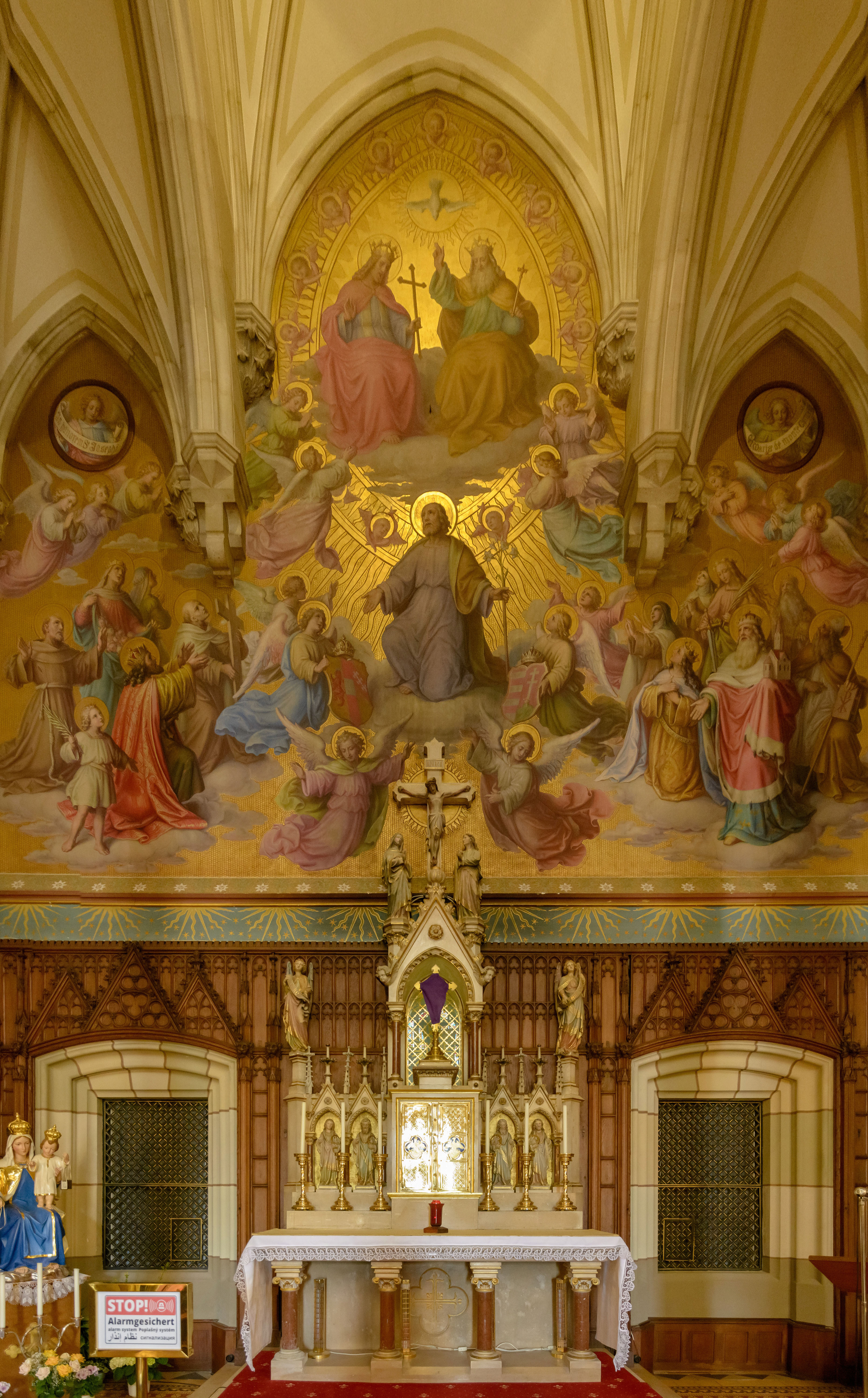
Der Hochaltar an der Sterbestelle des Kronprinzen

Auf Veranlassung von Kaiser Franz Joseph I. von Österreich-Ungarn wurde das Jagdschloss noch im Jahr 1889 durch Heinrich Schemfil und Josef Schmalzhofer zu einem Kloster für die Unbeschuhten Karmelitinnen umgebaut. Für den Umbau und den Unterhalt der Karmelitinnen, die besonders für das Seelenheil Rudolfs beten sollten, errichtete der Kaiser eine Stiftung mit einem Kapital von 140.000 Gulden. Der Umbau wurde so geplant, dass sich an der Stelle des Sterbebettes von Kronprinz Rudolf der Hochaltar der neu errichteten neogotischen Kirche erhebt. Das Wandgemälde über dem Hochaltar zeigt den heiligen Josef auf einer Wolkenbank kniend, umringt von Engeln und Heiligen, wie er die Habsburgermonarchie, symbolisiert durch Wappenschilde und Kronen, der heiligsten Dreifaltigkeit empfiehlt. Neben der Kirche mit einer dem heiligen Josef gewidmeten Seitenkapelle und dem Chor für die Nonnen wurden dem Jagdschloss bei der Umgestaltung eine Sakristei, der Pfortenbereich mit Sprechzimmern, ein Dormitorium mit Zellen und eine Klausurmauer hinzugefügt.
Das Kloster wurde am 15. Dezember 1889 den Unbeschuhten Karmelitinnen übergeben. Die Neugründung wurde von Schwestern des Karmels in Baumgarten bei Wien errichtet. Am Hochfest Allerheiligen wurde die Kirche mit dem Patrozinium des heiligen Josef, dem Patron der Sterbenden und Unsere Lieben Frau auf dem Berge Karmel versehen. Am darauffolgenden Tag Allerseelen wurde das erste Seelenamt für den Kronprinzen begangen.
Im Jahr 1940 wurden die Karmelitinnen aus Mayerling von den Nationalsozialisten aus der Klausur vertrieben und das Kloster wurde aufgelassen. Die Schwestern hatten einen Tag Zeit, das Kloster zu verlassen. Das Klostergelände und die Gebäude wurden zunächst von den Nationalsozialisten, später vom Roten Kreuz genutzt. Im Jahr 1945 wurden die Gebäude in Mayerling bei Kämpfen schwer beschädigt. Noch im selben Jahr nahmen Schwestern aus den Konventen Baumgarten und Graz das karmelitanische Leben in Mayerling wieder auf, die päpstliche Klausur wurde erneut errichtet. Im Konvent leben derzeit zehn Karmelitinnen.
Da Teile der Gebäude z. B. wegen nasser Grundmauern, Schimmels, losen Mauerwerks und herabfallenden Putzes instand gesetzt werden mussten und die Schwestern selbst für den Erhalt des Gebäudes sorgen müssen, begann der Konvent des Karmels St. Josef mit Unterstützung der Zisterzienser des Stiftes Heiligenkreuz ein Projekt „Rettet den Karmel Mayerling“. Mit den Arbeiten wurde im April 2014 begonnen; sie wurden 2017 abgeschlossen. 2014 erfolgte auch die Eröffnung eines Besucherzentrums. Dieses, der restaurierte Teepavillon und einige Nebenräume mit Gegenständen des 19. Jahrhunderts bilden nun die Ausstellung des Museums Altes Jagdschloss Mayerling. Der Teepavillon wurde von den Schwestern unter Zusammenarbeit mit dem Denkmalamt mit Holzschindeln bedeckt, wie es dem Originalzustand entspricht.